# Duet z przygodnie stosowanym chórem

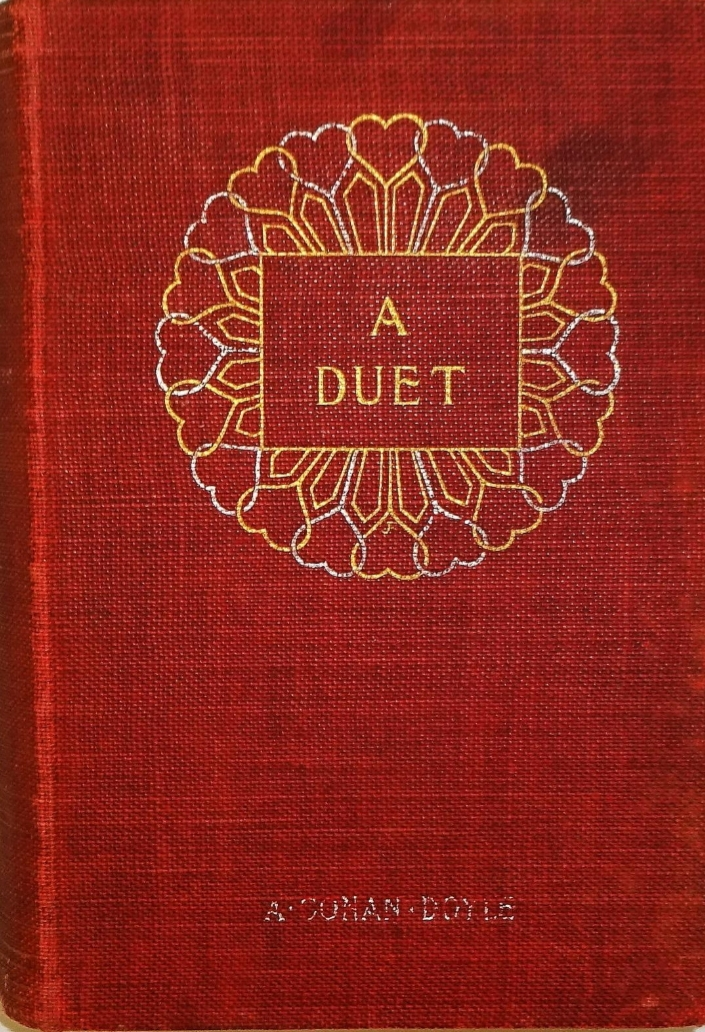
Pierwsze wydanie książki w USA

Duet z przygodnie stosowanym chórem (A Duet, with an Occasional Chorus) – powieść z gatunku romans autorstwa Arthura Conana Doyle’a z 1914 roku, znanego głównie z serii zbiorów opowiadań o detektywie Sherlocku Holmesie.

## Fabuła
Utwór mówi o początkach małżeństwa Franka Crose’a, 26-letniego urzędnika i wielbiciela sztuki, z beztroską Maud Shelby, obojga pochodzących z rodzin klasy średniej, lecz dla których najważniejszą wartością jest ich wzajemna miłość. Romans jest powieścią, choć przypomina też trochę zbór opowiadań. W każdym z 22 rozdziałów poznajemy na ogół przykre, komiczne lub tragikomiczne wydarzenia z pierwszego roku ich małżeństwa, które zawsze kończą się szczęśliwie dla młodej pary.

## Czas i miejsce akcji
Czas akcji nie jest dokładnie określony, na podstawie przesłanek można wnioskować, że jest to początek XX wieku, ze względu na panującą modę i kulturę (m.in. cylindry, brak samochodów na ulicach), można przypuszczać pierwszą dekadę minionego stulecia. Głównym miejscem akcji jest rodzinna miejscowość Franka, Woking w Anglii, ale bohaterowie niejednokrotnie zwiedzają różne miejscowości i zabytki, m.in. grób Samuela Pepysa, Opactwo Westminsterskie czy dom Thomasa Carlyle’a.

## Motywy
Utwór ten niesie w sobie cechy powieści epistolarnej, modnej na przełomie XIX i XX wieku, tj. niektóre rozdziały składają się z listów pisanych między Maud a Frankiem lub między Maud a samym autorem, sir Doyle’em. Ponadto zgodnie z tytułem autor wplata w fabułę pojęcia z zakresu muzycznego, jak np. duet, tercet czy uwertura. Przy niektórych opowiadaniach własną naukę pisze autor we własnym imieniu, na przykładzie małżeństwa Franka i Maud udzielając rad czytelnikom, którzy w przyszłości również wezmą ślub.

## Bohaterowie
- Franciszek Crose – młody, inteligentny urzędnik wrażliwy na sztukę, zakochany bez pamięci w swojej żonie, Maud.
- Maud Shelby – młoda i piękna gospodyni, odwzajemniająca uczucia swojego męża, Franka.
- Jemina – pomoc domowa państwa Crose’ów.
- Violetta Wright – była kochanka Franka, chcąca zepsuć jego małżeństwo.
- Harrison – ekspert od spraw finansowych pomagający państwu Crose.
- Owen – adwokat państwa Crose.
- Farintosh – nędznik, za którego niegdyś poręczył Frank.